# Bolomba
Pour les articles homonymes, voir Bolomba (homonymie).
Bolomba est une localité du territoire de Bolomba dans le district de l'Équateur en république démocratique du Congo.

## Géographie
Elle est desservie par la route nationale RN22 à 347 km au nord-est du chef-lieu provincial Mbandaka.

## Administration
Chef-lieu territorial de 6 447 électeurs enrôlés pour les élections de 2018, la localité a le statut de commune rurale de moins de 80 000 électeurs, elle compte 7 conseillers municipaux en 2019.

## Population
Le recensement date de 1984,.
| 1984 | 2004  | 2012  |
| ---- | ----- | ----- |
| -    | 3 675 | 4 429 |